# Jean-Paul Garraud
Jean-Paul Garraud (nascido em 27 de fevereiro de 1956 em Toulouse, Haute-Garonne) é um ex-membro da Assembleia Nacional da França. Ele representou o 10º distrito eleitoral do departamento de Gironde, e foi membro da União por um Movimento Popular, mais tarde Os Republicanos. Actualmente é independente; no entanto, ele foi eleito pela lista do Reagrupamento Nacional juntamente com outro independente, Thierry Mariani, nas eleições de 2019 para o Parlamento Europeu na França.